# Päikese poole
"Päikese Poole" (do češtiny přeloženo jako Směrem ke Slunci) je druhý singl estonské dívčí skupiny Urban Symphony. Premiéru měl 22. července 2009 v estonském radiu Star FM. Skladatelem a producentem je Sven Lõhmus. V digitálním formátě byla píseň vydána 24. července 2009.

## Seznam písní
1. Päikese Poole — 3:26

## Žebříčky
| Žebříček (2009)        | Nejvyšší umístění |
| ---------------------- | ----------------- |
| Estonian Airplay Chart | 16                |